# Stello
Les Consultations du Docteur-Noir. Stello ou les Diables bleus (Blue Devils). Première Consultation, de son titre complet original, est un roman d'Alfred de Vigny publié en 1832. 

## Contenu
Le récit commence par l'arrivée du Docteur Noir au domicile de Stello, un jeune homme qui souffre d'une étrange maladie et qui est allongé sur un canapé. Le médecin va s'entretenir avec lui et tenter de le guérir en une sorte de thérapie qui passe par l'écoute, et en partie seulement, une forme de dialogue entre les deux personnages principaux.
Ce roman découpé en 42 chapitres se compose d’un récit à la troisième personne dans lequel viennent s’enchâsser de longues intersections narratives à la première personne qui forment les trois épisodes ou exemples insérés rapportant à trois poètes.
Ces trois récits distincts s'intitulent : Histoire d’une puce enragée (Nicolas Gilbert), Histoire de Kitty Bell (Chatterton), Une histoire de la Terreur (André Chénier).

## Analyse du texte
Au début de sa trentaine, Vigny avait le projet d'écrire plusieurs « consultations » : celle-ci est bien la seule qu'il parvint à mener à terme et publier de son vivant. Ses notes font apparaître qu’il en avait tracé des projets pour au moins quatre autres. L'idée derrière ce projet est très simple : pour Vigny, « les hommes sont tous malades de la tête », mais l'auteur y voit un prolongement positif, il affirme en effet que « le but des Consultations doit être de fortifier l’âme contre tout ce qui s’attaque [chez l'Hommme] à sa partie faible ». De quel homme ici est-il question ? De l'artiste [et au fond de toute personne qui cherche à créer quelque chose], et de son rapport au monde et à la société. Ainsi, on a d'un côté le Docteur Noir, qui symbolise le côté humain et réel de tout, et, de l'autre, au contraire, Stello, qui a voulu voir ce qui devrait être, ce qu’il est beau d’espérer et de croire, de souhaiter pour l’avenir, c’est le côté divin. Par ailleurs, un autre point positif à souligner est que, pour Vigny, les « poètes ont le don de fortifier les faibles », comme le dit Stello au début du roman. Cette forme de dualité (force/faiblesse, santé/maladie, espoir/découragement) est présente en Vigny lui-même, depuis au moins le milieu des années 1820 : il exprime avec ce projet romanesque, une crise existentielle qu'il n'est pas le seul à avoir traversée, elle est sans doute profondément enracinée dans la première génération des romantiques français, voire européens : d'où ce sous-titre anglo-français, Blue devils, les « diables bleus », du nom d'une maladie initialement identifiée par les Anglais, que le narrateur s'emploie ici à diagnostiquer, puis soigner, par degrés, après le troisième chapitre.
Dans l'épigraphe du roman, le Docteur Noir commence par dire : « L'analyse est une sonde ». Les psychanalystes, après, entre autres Freud, se sont bien entendu penchés sur ce roman, qui, a posteriori, met en fiction le « mal du siècle », dont semble souffrir Stello. Or, il apparaît que le docteur Noir est moins la face sombre que la face  clarifiante d’un  poète qui, lui, est bien sombre. Ce médecin a un don de visionnaire, et il n'est ni un prêtre, ni un magnétiseur. Et on apprend dans le dernier chapitre que Stello et le Docteur étaient l’avers et l’envers d’un même être. Ainsi la structure du récit se manifeste paradoxalement comme une pathologie – le dédoublement de personnalité de Vigny entre Stello et le docteur Noir – conjurée, élevée à la puissance littéraire.

## Édition originale et modernes
Une pré-publication a lieu dans la Revue des Deux Mondes, entre la deuxième quinzaine d'octobre 1831 et la première quinzaine d'avril 1832.
Le roman est ensuite, en une version légèrement remaniée, réuni en volume et publié à Paris chez Gosselin et Renduel, agrémenté d'un frontispice et de vignettes de Tony Johannot.
Alfred de Vigny publie par la suite, en 1835, la pièce de théâtre Chatterton.
En français, deux éditions modernes accompagnées de notes ont été publiées à la fin du XXe siècle : la première, en 1984, par Marc Eigeldinger, chez Flammarion dans la collection « GF ». La seconde, en 1986, par Annie Prassoloff, chez Gallimard, dans la collection « Folio ».